# Werner Christie

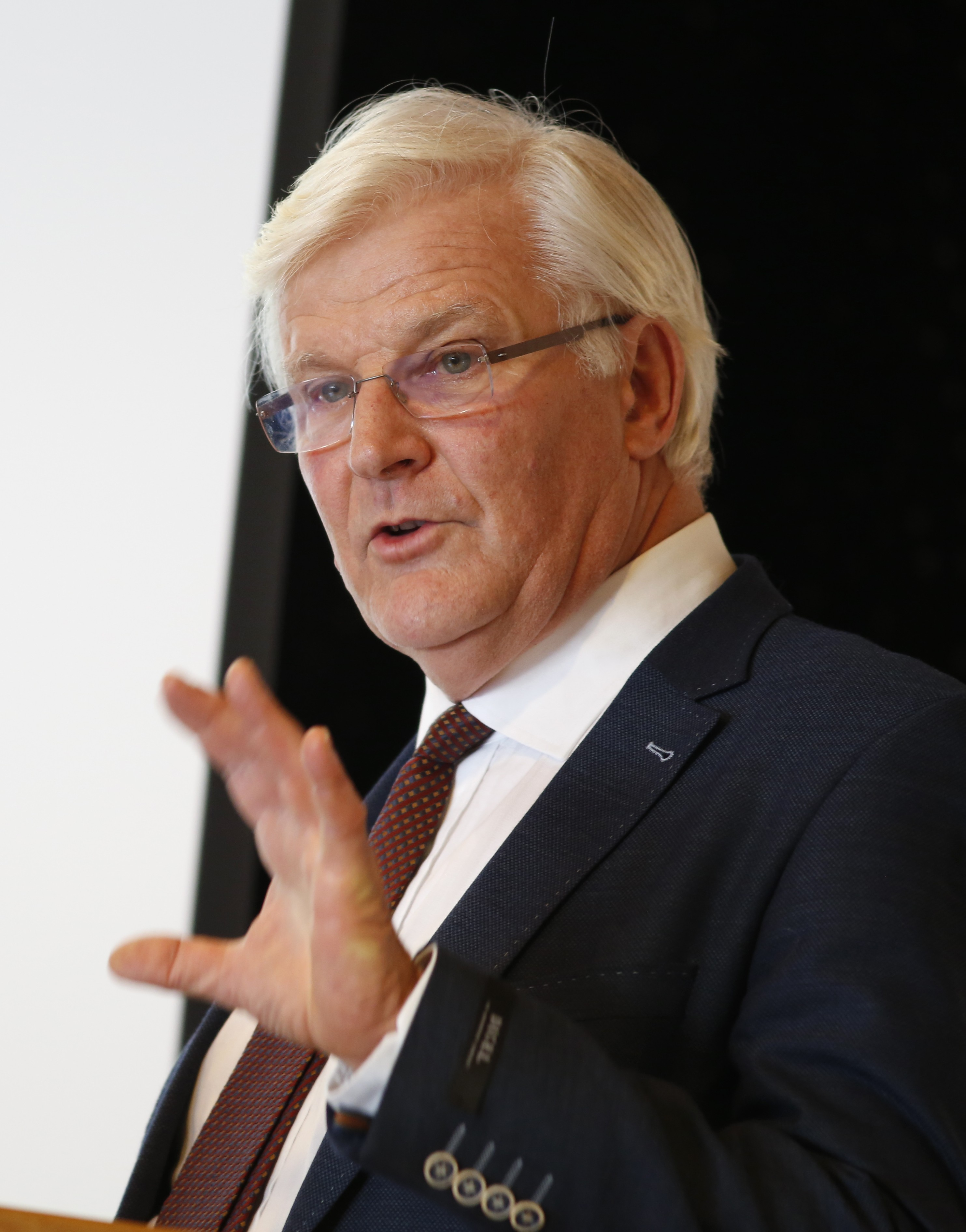
Werner Christie, 2015

Werner Hosewinckel Christie (* 26. April 1949 in Oslo) ist ein norwegischer Politiker der Arbeiderpartiet (Ap) und Mediziner. Er war von September 1992 bis Dezember 1995 der Gesundheitsminister seines Landes.

## Leben
Christie kam als Sohn des Generalmajors Johan Koren Christie in Oslo zur Welt. Er beendete im Jahr 1967 seine Schulzeit und ging 1968 als Austauschstudent nach Chicago. Er studierte anschließend jeweils im Jahresstudium Soziologie im Jahr 1970 an der Universität Oslo, Philosophie im Jahr 1971 an der Universität Bergen und 1972 Staatswissenschaften erneut in Oslo. Im Jahr 1972 arbeitete er in der kinderpsychologischen Abteilung im Krankenhaus Haukeland. Christie schloss im Jahr 1973 die Landwirtschaftsschule ab und 1979 sein Medizinstudium an der Universität in Oslo.
In den Jahren 1979 bis 1981 arbeitete als Arzt in Hamar und Nes. Anschließend begann er als Mediziner für das damalige Fylke (Provinz) Hedmark zu arbeiten. Von 1984 bis 1987 arbeitete er als Forscher, bevor Christie wieder zu seiner Stellung im Fylke Hedmark zurückkehrte. Dort übernahm er 1988 die Leitung der Gesundheitsabteilung, die er bis 1992 behielt. Von 1990 bis 1992 war er zudem für die Distriktshochschulen in Oppland und Hedmark zuständig.
Am 4. September 1992 wurde Christie zum Gesundheitsminister in der Regierung Brundtland III ernannt. Sein Posten wurde zu diesem Zeitpunkt neu geschaffen und war neben dem des Sozialministers im Sozialministerium und ab November 1993 im Sozial- und Gesundheitsministerium angesiedelt. Er blieb bis zum 22. Dezember 1995 im Amt. Zuvor hatte er Probleme damit, seine Gesetzesvorschläge im norwegischen Nationalparlament Storting durchzusetzen und er stieß auch auf Widerstand bei Abgeordneten seiner eigenen Partei. Nach seiner Zeit als Minister war Christie Fylkeshelsesjef, also Chef des Gesundheitssektors in Hedmark. In dieser Position blieb er bis 2000. In der Zeit zwischen 1999 und 2001 fungierte er als Sonderberater für Biotechnologie.

## Werke
- 1988: Politikk og fag - på samme lag?